# Ла-Ронж (озеро)
Ла-Ронж (фр. Lac La Ronge, англ. Lake Ronge) — озеро в центре провинции Саскачеван в Канаде. Одно из больших озёр Канады — площадь водной поверхности 1330 км², общая площадь — 1413 км², пятое по величине озеро в провинции Саскачеван по общей площади, четвёртое — по площади водной поверхности, опережая озеро Кри более чем на 100 км². 

## Описание
Объём воды — 17,6 км³. Высота над уровнем моря 366 метров. Ледостав с ноября по май. Озеро расположено на южной окраине Канадского щита.
Большая часть озера входит в состав провинциального парка Ла-Ронж. В акватории озера находится более 1300 островов общей площадью 83 км². 
Основное питание озеро получает от озера Монтреол по одноимённой реке, впадающей в западную часть озера. Сток на север по короткой реке Рапид (Rapid River) в озеро Настовиак (Nistowiak Lake) системы реки Черчилл (бассейн Гудзонова залива). Водопад Настовиак-Фолл (Nistowiak Fall) на реке Рапид является самым большим по высоте водопадом Саскачевана. На западном побережье расположен одноименный населённый пункт с численностью населения примерно 2700 человек.